# Janine Wissler
Janine Wissler   (Langen, 23 de maig de 1981) és una política alemanya i copresidenta de L'Esquerra des de 2021. Anteriorment va destacar com a membre del Parlament Regional de Hessen des de 2008 i líder del grup parlamentari des de 2009. També ha estat vicepresidenta federal del partit des de 2014.

## Biografia
Janine Wissler va llicenciar-se en Ciències Polítiques el 2012 a la Universitat de Frankfurt. A la vegada, va treballar com a venedora en una ferreteria i a l'oficina de circumscripció del diputat del Bundestag Werner Dreibus.
Wissler cofundar la branca regional del partit Treball i Justícia Social - L'Alternativa Electoral (WASG) el 2004, i es va unir a Die Linke quan el WASG s'hi va integrar el 2007. En el seu congrés fundacional, Wissler va ser triada com un dels 44 membres del comitè executiu del nou partit. En les eleccions estatals de Hesse de 2008, va ser una de les sis diputades del partit que van resultar electes. Va conservar el seu escó en les eleccions de 2009, 2013 i 2018. Va ser líder adjunta del grup parlamentari de 2008 a 2009, i després es va convertir en colíder del grup al costat de Willi van Ooyen al febrer de 2009.
El 2011, Wissler es va convertir en líder de la branca local de Die Linke a la capital de Hesse, Frankfurt del Main. Es va postular per a l'alcaldia de Frankfurt del Main a les eleccions municipals de 2012 i 2018. El 2012, va ocupar el cinquè lloc amb el 3,8% dels vots, i el 2018 va quedar en quart lloc amb el 8,8%.
Wissler és membre d'ATTAC i del sindicat Ver.di. Fins al 2020 va ser membre del grup trotskista Marx21.
En les eleccions estatals de Hesse de 2018, Wissler va ser la candidata principal del partit juntament amb Jan Schalauske. El partit va obtenir un 6,3% dels vots i va augmentar la seva presència parlamentària de sis a nou diputats.
Al congrés de Die Linke de 2014, Wissler va ser triada com una dels sis líders adjunts federals. Va rebre la major proporció de vots de tots els candidats.
El setembre de 2020, Wissler va anunciar la seva candidatura a la copresidència federal de L'Esquerra. Wissler va ser elegida copresidenta federal en una conferència del partit el 27 de febrer de 2021, obtenint el 84,2% dels vots emesos.

## Ideologia
Wissler és considerada membre de l'ala esquerra del partit. Rebutja el capitalisme per ser un «sistema cruel i inhumà». Ha afirmat que no es pot aconseguir una societat sense classes mitjançant parlaments o governs, i que el progrés històric sempre s'ha aconseguit mitjançant la revolució.
Wissler defensa la retirada d'Alemanya de l'OTAN i la seva dissolució. S'oposa a totes les missions militars a l'estranger, fins i tot sota un mandat de les Nacions Unides, considerant que «no hi ha intervencions humanitàries. Les guerres mai no es lliuren per caritat, sinó per interessos econòmics i polítics». Dona suport a l'augment d'impostos als rics per a proporcionar més finançament als serveis públics. Quan se li va preguntar com creia que seria el món d'aquí a cinquanta anys, va afirmar: «desitjo un món en què l'ànim de lucre no sigui la primera motivació i en què totes les persones puguin viure en pau i segures. Si l'enorme riquesa que existeix al món es distribuís de manera justa, ningú no hauria de viure en la pobresa. Però per fer-ho, ha de canviar fonamentalment l'equilibri de poder i propietat».
El 2020, va afirmar que el seu partit ha de defensar la justícia, l'ecologia i la pau a casa i a l'estranger, actuant com una força que «dona suport a lluites concretes i representa una perspectiva anticapitalista».